# Kalkwerk Langenberg

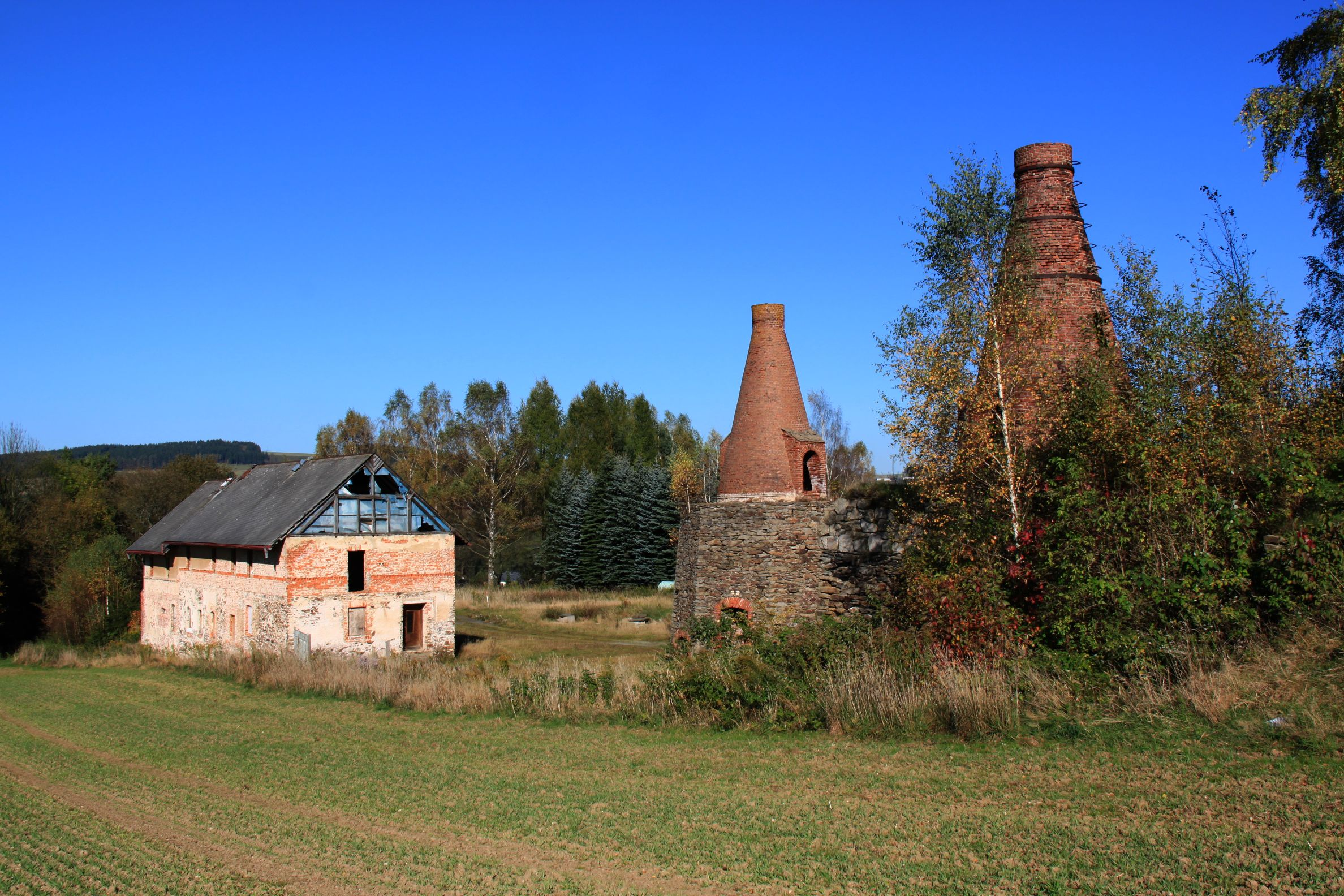
Ruinen des Kalkwerks (2010)

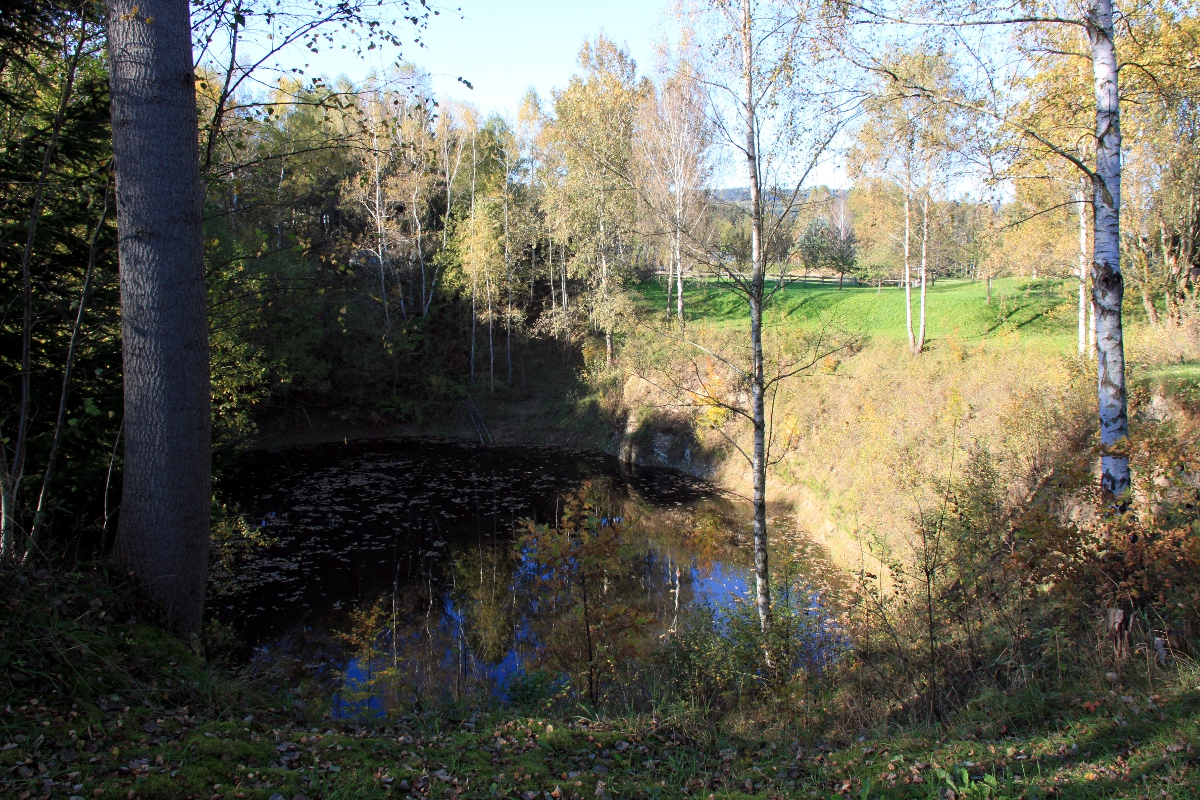
Der ehemalige Kalkbruch

Das Kalkwerk Langenberg war ein Kalk-Bergwerk südwestlich des Ortsteils Langenberg der sächsischen Gemeinde Raschau-Markersbach im Erzgebirge.

## Geschichte

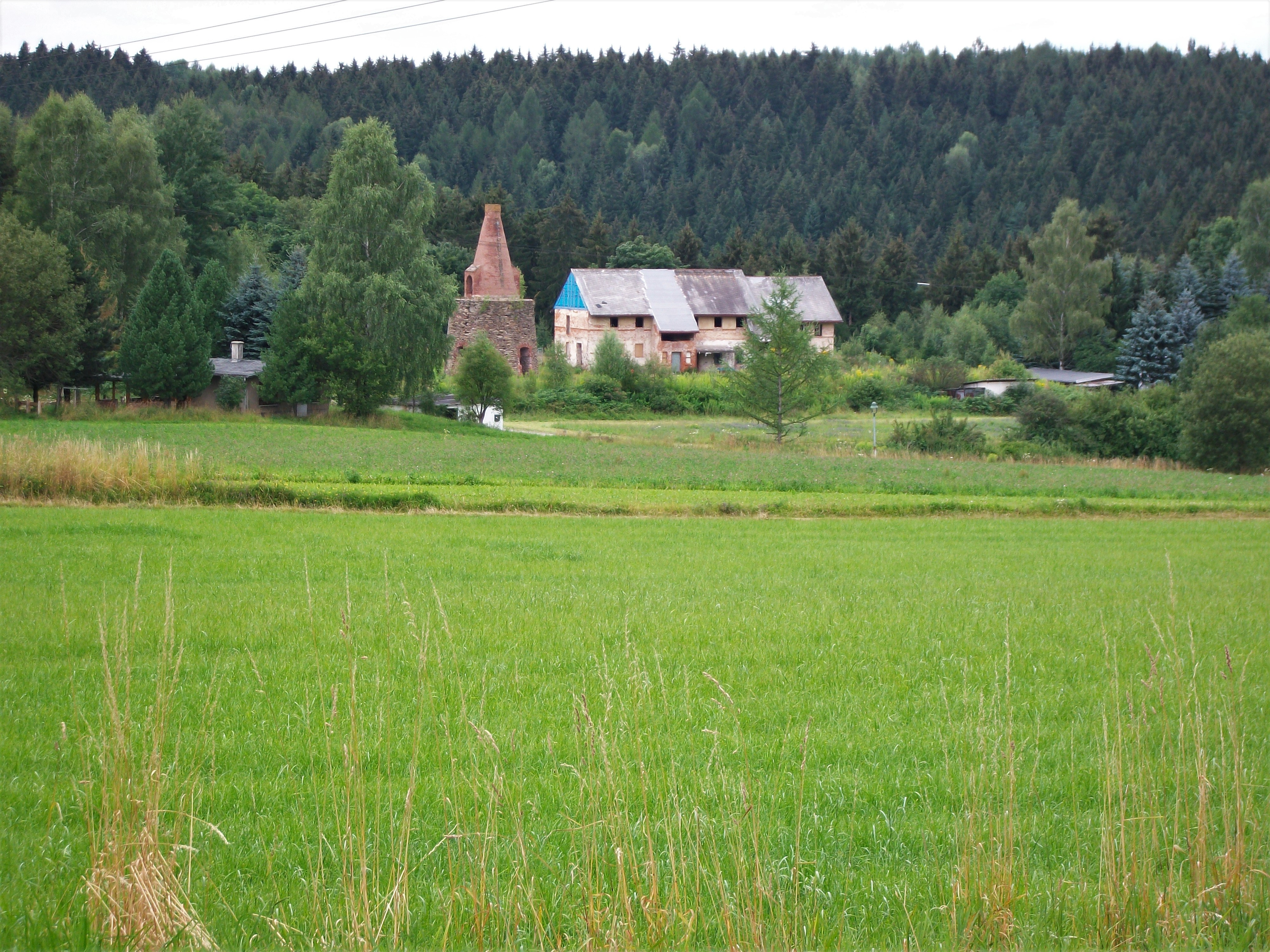
Kalkwerk Langenberg

Die erste urkundliche Erwähnung datiert von 1778, der Abbaubeginn über Tage begann bereits früher. 1864 wurde im benachbarten Raschau ein Hofmannscher Ofen (Schachtofen mit großer Flamme zum kontinuierlichen Betrieb) errichtet, der mit Steinkohle befeuert werden konnte. 1866 konnten so 47 Scheffel (ca. 5 m³) Kalk unter Verwendung von 28 Scheffeln Kohle gewonnen werden. 1884 begann der Abbau im Stollenbetrieb.
Von Mitte des 19. Jahrhunderts bis 1947 war das Werk in Privatbesitz, vor 1900 erfolgte die Schließung und die Weiternutzung als Steinbruch. Nach 1945 erfolgte die Wiederaufnahme der Gewinnungsarbeiten, von 1947 bis 1962 war das Werk volkseigen und firmierte als „VEB (K) Kalkwerk Langenberg“. 1962 wurde der Abbau aufgegeben. Letztmals erfolgte ein Abbau unter genossenschaftlicher Leitung der LPG Meerane bis 1965.
Der Bergbau hatte keine bedeutenden Einflüsse auf die Umwelt, eine Sanierung war nicht erforderlich. Seit 2006 ist der Tagebruch als Geotop registriert.

## Abbau
Aufgrund der starken Zerklüftung in den oberen Partien der Lagerstätte waren hier nur eingeschränkte Sprengarbeiten nötig. Oft wurde der Abbau durch intensive Verkarstung behindert, was schlussendlich auch der Grund für die Einstellung 1962 war. Insgesamt wurden hier geschätzte 100.000 bis 200.000 Tonnen Marmorkalk gefördert.